# Cạnh tranh sinh học

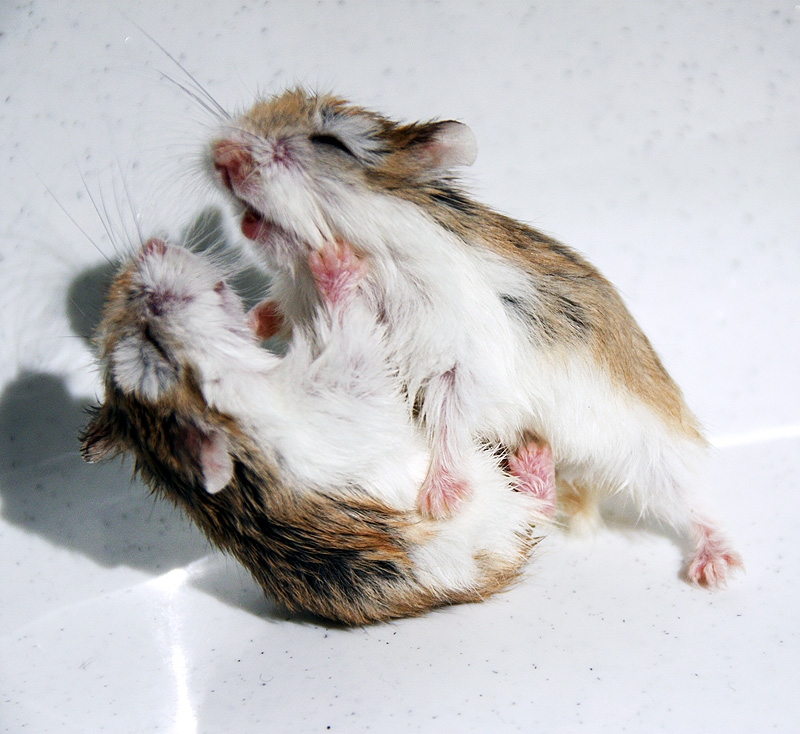
Hai con chuột Hamster đang đánh nhau

Cạnh tranh sinh học hay cạnh tranh sinh thái hay cạnh tranh sinh tồn trong tự nhiên là sự tương tác giữa các sinh vật hoặc các loài với nhau (trong đó cả sinh vật hoặc loài bị tổn hại) để giành quyền tiếp cận ít nhất một nguồn tài nguyên sinh học (như thức ăn, nước và lãnh thổ).

## Tổng quan

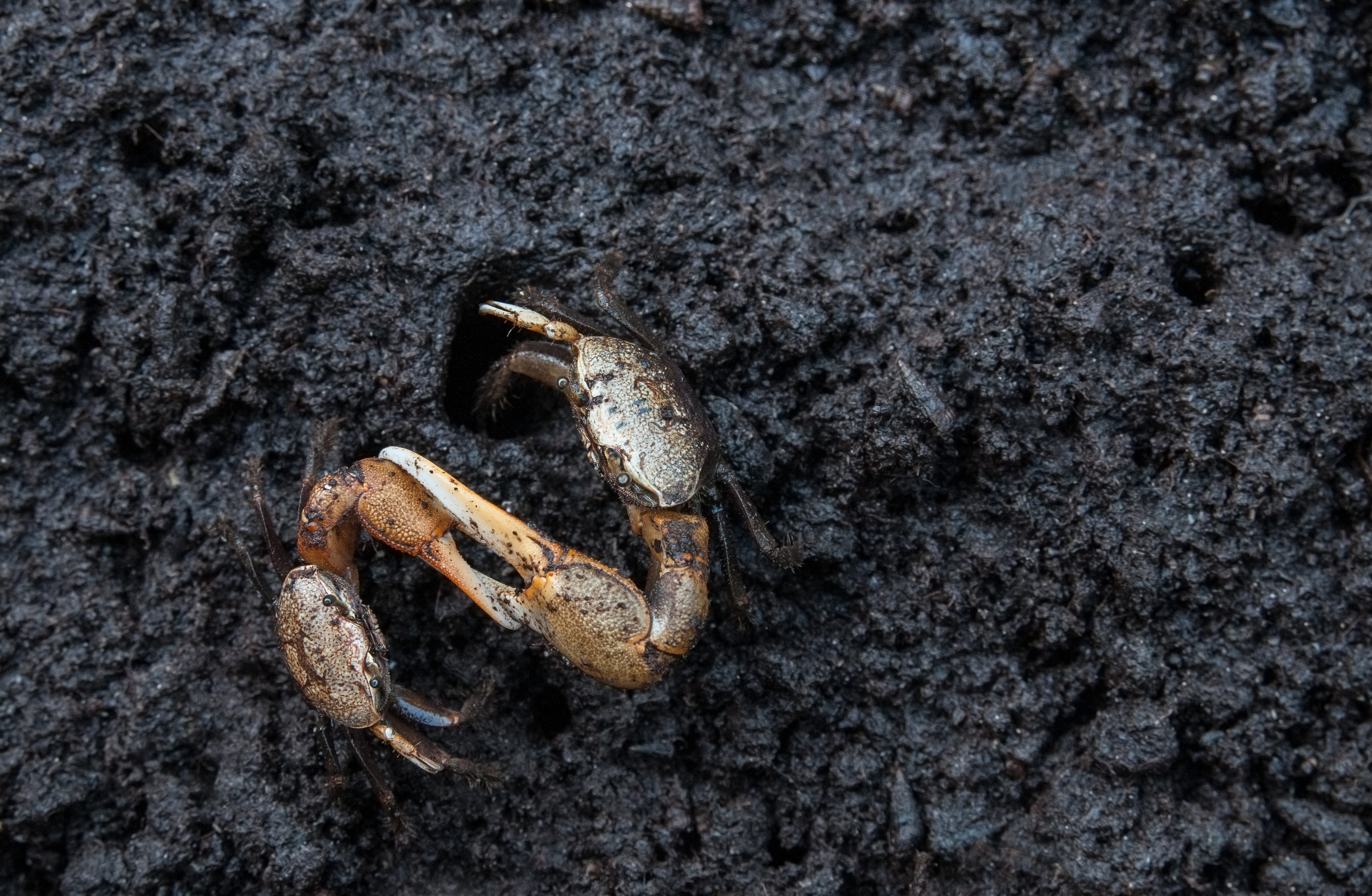
Hai con còng đang đánh nhau

Sự cạnh tranh ở trong và giữa các loài là một chủ đề quan trọng trong sinh thái, đặc biệt là sinh thái học cộng đồng. Cạnh tranh là một trong nhiều yếu tố tương tác ảnh hưởng đến cấu trúc cộng đồng sinh vật. Cạnh tranh giữa các cá thể, tập hợp cá thể của cùng một loài được gọi là cạnh tranh cùng loài) trong khi sự cạnh tranh giữa các cá thể của các loài khác nhau được gọi là sự cạnh tranh khác loài. Sự cạnh tranh không phải lúc nào cũng đơn giản và có thể xảy ra theo cách trực tiếp và gián tiếp, từ đơn giản cho đến phức tạp.
Theo nguyên tắc loại trừ cạnh tranh (đào thải sinh học), các loài không thích hợp để cạnh tranh cho các nguồn tài nguyên phải hoặc là thích nghi hoặc tuyệt diệt, mặc dù sự loại trừ cạnh tranh hiếm khi được tìm thấy trong các hệ sinh thái tự nhiên. Theo lý thuyết tiến hóa, những cuộc chạy đua cạnh tranh giữa các loài và các nguồn tài nguyên là quan trọng trong việc chọn lọc tự nhiên. Tuy nhiên, sự cạnh tranh có thể không đóng vai trò gì ngoài sự mở rộng giữa các lớp (clade) lớn hơn.